# Lyman Spitzer Jr.
Lyman Spitzer (Toledo, Ohio, 26 de junio de 1914-Princeton, Nueva Jersey, 31 de marzo de 1997) fue un físico teórico estadounidense.
A los treinta y tres años ya había sido investigador en las universidades de Harvard y Yale, trabajó durante la Segunda Guerra Mundial en la Universidad de Columbia, e ingresó al plantel de la Universidad de Princeton, en la cual realizó  sus últimas investigaciones.  Spitzer trabajó en varias áreas de astrofísica teórica, como son la formación de líneas en los espectros de los objetos celestes y el movimiento y la formación de las estrellas, entre otras. Su trabajo más importante fue acerca del medio interestelar, el gas que se halla entre las estrellas y del cual éstas nacen. 
Además de anticipar la existencia de las llamadas nubes moleculares, Lyman Spitzer predijo en 1956 la existencia en el medio interestelar de un gas muy tenue pero muy caliente, con temperaturas de un millón de grados Celsius. Tal gas fue descubierto 17 años más tarde con la llegada de observatorios espaciales. Fue Spitzer, más que ningún otro astrónomo, quién hizo notar las distintas facetas que puede tomar el gas que se halla entre las estrellas. En 1958 estudiando grupos de estrellas en nuestra galaxia, dedujo un mecanismo por el cual estos pierden estrellas y con el tiempo se deshacen. Fue también un líder en el desarrollo de observatorios espaciales, en particular del telescopio espacial Copernicus, diseñado para estudiar la luz ultravioleta que nuestra atmósfera absorbe. Más recientemente apoyó el desarrollo del telescopio espacial Hubble, probablemente el observatorio espacial más exitoso que haya habido. Entre los múltiples honores que recibió destaca el de haber sido el primer astrónomo en recibir el Premio Crafoord en 1985.
El Telescopio Espacial Spitzer, lanzado por la NASA el 25 de agosto de 2003 hace honor a su nombre.
- Datos: Q431503
- Multimedia: Lyman Spitzer / Q431503